# Im Wirbel der Fluten
Im Wirbel der Fluten (Originaltitel: Quincy Adams Sawyer) ist ein US-amerikanisches Stummfilmdrama aus dem Jahr 1922 von Clarence G. Badger mit John Bowers, Blanche Sweet und Lon Chaney sr. in den Hauptrollen. Der Film wurde von der Sawyer-Lubin Productions produziert und von der Metro Pictures Corporation in den Verleih gebracht. Er basiert auf dem Roman Quincy Adams Sawyer and Mason's Corner Folks von Charles Felton Pidgin.

## Handlung
Quincy Adams Sawyer ist ebenso wenig daran interessiert, von Boston nach Mason's Corner zu reisen, wie Obadiah Strout, der Herrscher der Stadt, ihn unbedingt haben möchte. Quincys Vater hat Diakon Pettengill versprochen, Mrs. Putnam bei der Bereinigung des Nachlasses ihres verstorbenen Mannes zu helfen, dessen Verwalter Strout ist. Und da Strout verdächtigt wird, ein paar Anleihen versteckt zu haben, blickt er mit Misstrauen auf den jungen Anwalt. Lindy Putnam, der Dorfvamp, freut sich dagegen über die Aussicht, Quincy während seines Aufenthalts zu erobern. Am Abend seiner Ankunft organisiert Strout eine Party für Lindy. Sie vernachlässigt ihn zugunsten von Quincy und Strouts Misstrauen gegenüber dem Fremden schlägt in Hass um. Quincy hört, wie Strout Abner Stiles, den Schmied, drängt, die Stadt von seiner Anwesenheit zu befreien. Strout weiß, dass Stiles vor Jahren einen Mord begangen hat, und Strout unterstellt, dass Quincy gekommen ist, um Stiles zu holen.
Diakon Pettengills blinde Nichte Alice kehrt aus Boston nach Hause zurück. Strout beginnt mit böswilligen Gerüchten über Quincy und Lindy und bringt sie zu Mrs. Putnam. Um die Gerüchte zu zerstreuen, verlässt Quincy das Haus der Putnams und zieht zu den Pettengills, sehr zum Ärger Lindys. Quincy trifft Alice in ihrem Haus und erinnert sich, sie in Boston getroffen zu haben. Sie erinnert sich an ihr lockeres Treffen und es beginnt eine Freundschaft zwischen ihnen. Eines Tages, als Quincy mit Alice ausreitet, wird er von Stiles angehalten, der auf Strouts Betreiben hin einen Faustkampf provoziert. Durch Quincys Boxtalent gewinnt er den Kampf, Stiles zieht sich verärgert zurück. Strout erfährt von Lindys Hass auf Alice, weil sie ihr Quincy weggenommen hat, und schlägt vor, dass Lindy Alice und Quincy zu einem Picknick auf der anderen Seite des Flusses einlädt. Während Stiles abwartet, dass Alice, Lindy und Quincy losreiten, kehrt Strout in sein Büro zurück.
Quincy folgt Strout und fordert ihn auf, die Anleihen zurückzugeben. Die Frauen sind inzwischen zu dem Ort geritten, an dem Quincy sie angeblich treffen würde. Stiles versteckt sich im Gebüsch, ohne zu wissen, dass Quincy nicht bei ihnen ist. Er sieht, wie drei Personen auf die Fähre steigen und nimmt an, dass es sich bei der dritten Person um Quincy handelt. Nachdem sie an Bord gegangen sind, zerhackt er das Stahlseil, damit die Fähre zu einem nahen Wasserfall treibt und die Drei zu Tode kommen. Die dritte Person ist jedoch der Steuermann der Fähre. Er und Lindy springen über Bord und waten an Land, sodass Alice hilflos auf dem Schiff zurückbleibt. Lindy eilt los, um Hilfe zu holen und trifft Quincy und Diakon Pettengill. Quincy rennt zur Brücke, klettert an Bord der Fähre und nimmt die entsetzte Alice in seine Arme. Im Angesicht des Todes sagt er ihr, dass er sie liebe. Als die Fähre zwischen den Felsen am Rande der Wasserfälle verkeilt ist, nimmt Quincy die ohnmächtige Alice in seine Arme und springt ans Ufer.
Als sie das Bewusstsein wiedererlangt, öffnet Alice die Augen und stellt fest, dass der Schock ihr Sehvermögen wiederhergestellt hat. Der Diakon glaubt, dass Alice gestorben ist, eilt zu seinem Haus, schnappt sich einen Revolver und geht in Strouts Büro. Stiles dämmert, dass Strout ihn aus eigenem Antrieb zum Mord getrieben hat. Er greift Strout an und als der Diakon in den Raum stürmt, liegt Strout tot auf dem Boden und sein Angreifer ist verschwunden. Quincy und Alice beschließen, zu heiraten.

## Hintergrund
Gedreht wurde der Film von Mitte Juli bis Mitte August 1922.
Von den acht Filmrollen existiert keine Kopie, daher gilt der Film als verschollen.

## Veröffentlichung
Die Premiere des Films fand am 27. November 1922 statt. 1924 kam er in Österreich (hier auch unter dem Titel Die Fahrt in den Tod) in die Kinos, 1925 im Deutschen Reich.

## Kritiken
Jon C. Mirsalis hat auf seiner Website über Lon Chaney einige Kritiken sammeln können. So hieß es im Magazin Movie Picture World, es handele sich nicht um eine raffinierte Geschichte. Alles verlaufe so, wie man es sich wünsche. Es sei aber ein überaus unterhaltsamer Film, der nahezu alle Elemente enthalte, die sich das Publikum von einer guten Inszenierung verspreche. Die Variety lobte, dass Lon Chaney und Elmo Lincoln als Schurken gute Arbeit leisten. Aber es scheine, dass die gute Arbeit fast aller Darsteller von dem furchteinflößenden Blödsinn der Geschichte überschattet werde. In der The New York Times stand, der Film wäre viel besser, wenn er nur etwas weniger oberflächlich wäre und wenn der Verfasser der Zwischentitel nicht alles in seiner Macht Stehende getan hätte, um ihn zu zerstören.

## Auszeichnungen
1923 wurde der Film als bester Film des Monats Februar mit dem Photoplay Award ausgezeichnet. Barbara La Marr erhielt die Auszeichnung als beste Darstellerin des Monats Februar.